# Maurice Girardot
Maurice Girardot (n. 22 decembrie 1921, Paris, Île-de-France, Franța – d. 8 februarie 2020, La Verrière⁠(d), Île-de-France, Franța) a fost un baschetbalist francez, medaliat olimpic. A participat la o ediție a Jocurilor Olimpice (1948) în care a câștigat o medalie de argint.